# Inforama Berner Oberland
Das Inforama Berner Oberland (Eigenschreibweise INFORAMA Berner Oberland, bis 1998 Bergbauernschule Hondrich) ist ein Kompetenzzentrum für Berglandwirtschaft und Hauswirtschaft für alle Talschaften des Berner Oberlandes. Sie wurde 1919 in Brienz als Alpschule gegründet, 1952 nach Hondrich bei Spiez verlegt und ist einer von sechs regionalen Inforama Standorten mit verschiedenen Bildungsschwerpunkten im Kanton Bern.

## Geschichte

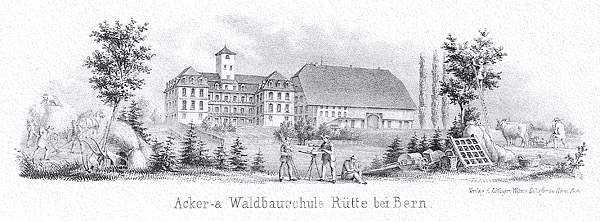
Ackerbauschule Rütti

Die landwirtschaftliche Ausbildung hat mit der 1860 gegründeten Ackerbauschule Rütti (heute Inforama Rütti) in Zollikofen begonnen. Die Internatsschule Rütti war die erste staatliche Landwirtschaftsschule im Kanton Bern. Sie wurde anlässlich des hundertjährigen Jubiläums der Ökonomischen Gesellschaft eröffnet. Albert von Fellenberg (1819–1902), Redaktor der «Bernischen Blätter für Landwirtschaft» (heute Schweizer Bauer), Präsident der Ökonomischen Gesellschaft des Kantons Bern und Mitbegründer des Schweizerischen Alpwirtschaftlichen Vereins (1863) hatte sich wiederholt für die Errichtung eines staatlichen Instituts eingesetzt.

### Alpschule Brienz
Der Schweizerische Alpwirtschaftliche Verein (SAV) ergriff 1910 die Initiative zur Gründung einer Fachschule für Alpwirtschaft und Berglandwirtschaft. 1919 wurde die Alpschule Brienz mit Schul- und Internatsräumen in einem Hotel in Brienz eingerichtet. Sie besass noch kein eigenes Land und keinen Landwirtschaftsbetrieb. 1920 wurde der erste Alpsennenkurs mit 55 Personen durchgeführt.

### Bergbauernschule Hondrich
Die Ausbildung wurde 1952 zentral für das ganze Berner Oberland als Bergbauernschule Hondrich nach Hondrich verlegt. Das Schulgebäude wurde 1951 von den Architekten Edgar Schweizer, Thun und Steiner, Spiez in Blockbauweise erstellt. Es weist wie das Direktionsgebäude und die Schaukäserei Merkmale der lokalen Architektur auf.
Zentrales Anliegen der Schule war, den Bauernfamilien durch Ausbildung und Beratung einen professionellen Hintergrund zu geben und sie wirtschaftlich zu stärken. Die regionale Lebensmittelproduktion sollte gefördert und damit die dezentrale Besiedlung in den Bergregionen erhalten werden. Die landwirtschaftliche Ausbildung und Beratung sollte die Bauern bei der nachhaltigen Bewirtschaftung und Produktequalität unterstützen, damit sie gesunde, konkurrenzfähige und schmackhafte Lebensmittel produzieren könnten.
Vater und Sohn Hans Ruch förderten als Lehrer und Berater in Brienz und Hondrich von 1919 bis 1986 die Qualität des Berner Alpkäses. Der Unterricht fand für die Schüler im Winter und für die Schülerinnen im Sommer statt. Erst mit dem 1968/69 errichteten Haushaltungsschulgebäude konnten für alle Sommer- und Winterkurse durchgeführt werden.
Den sechs Ehemaligenvereinen der Hauswirtschaft Brienz-Hondrich, Waldhofschülerinnen, Rütti-Seeland-Waldhof, Alpschüler Brienz-Hondrich, Schwand und Bäregg gehören (2011) 13’500 Absolventen an, alles praktizierende Berner Landwirte.

### Inforama Berner Oberland
Die sechs Inforama Standorte bieten von der beruflichen Grundbildung über die Berufsmaturitätsschule bis zur Höheren Fachschule alles an. Rund 1500 Personen besuchen die verschiedenen Bildungsgänge jedes Jahr.
Infolge des starken Rückgangs der Imker sowie der Bienenvölker werden seit Ende 2014 im Inforama Rütti und im Plantahof in Landquart Kurse zur Erlangung des eidgenössischen Fachausweises für Imker durchgeführt.
Bildungsschwerpunkte im Inforama Berner Oberland sind landwirtschaftliche (Berglandwirtschaft) und hauswirtschaftliche Bildung und Beratung sowie eine regionale Beratungsstelle. In den Sommermonaten bietet es Platz für Tagungen und Kurse. In der eigenen Schulkäserei werden Alpkäserkurse angeboten.
Der Standort Hondrich verfügt neben den Schulgebäuden der Bergbauern- und Hauswirtschaftsschule und der Schulkäserei über eine Schweine- und Viehscheune, ein Treibhaus, eine Beratungsstelle, eine Maschinenhalle, ein Viehdemoraum sowie eine Holz-Metallwerkstatt.